# Agamennone (nome)
Agamennone  è un nome proprio di persona italiano maschile.

## Varianti
- Ipocoristici: Menone[1]

### Varianti in altre lingue
- Catalano: Agamèmnon[5]
- Greco antico: Ἀγαμέμνων (Agamémnon)[6]
- Greco moderno: Αγαμέμνων (Agamemnōn)
- Inglese: Agamemnon[7]
- Spagnolo: Agamenón[5]
- Ungherese: Agamemnon

## Origine e diffusione

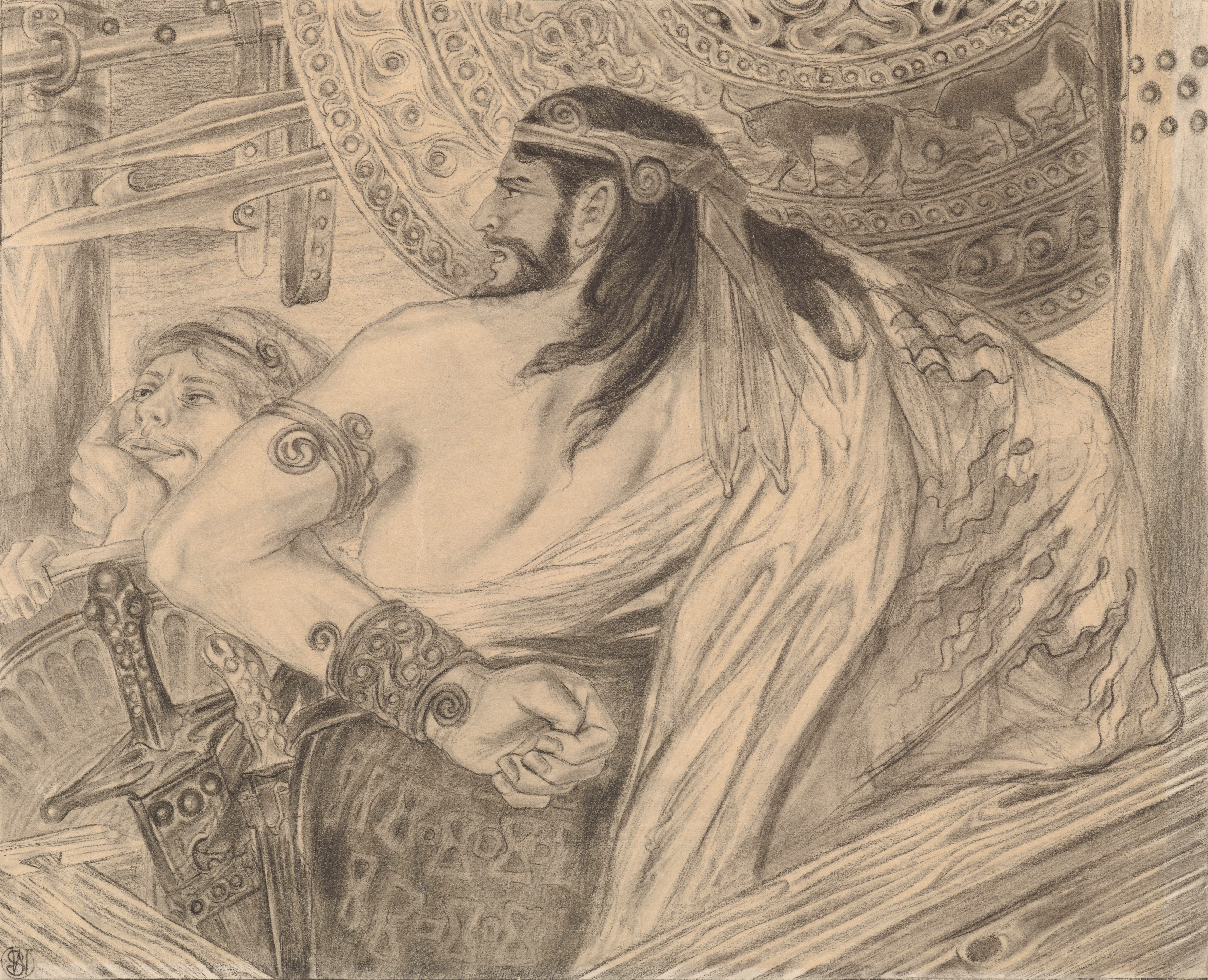
Agamennone sorge contro Achille e Menelao, di Stanisław Wyspiański

Deriva dal greco antico Ἀγαμέμνων (Agamémnon), dall'etimologia dubbia. Mentre il primo elemento è generalmente indicato ἀγα- (aga-, "molto"), il secondo viene ricondotto a vari termini, fra i quali:
- μέμνων (mémnōn, "saldo", "deciso", da cui anche Memnone), quindi "molto saldo", "molto deciso"[5][6][9], "molto risoluto"[10], o anche "molto perseverante"[1]
- μέδων (médōn, "capo", "signore", da μέδω, médō, "governare"), quindi "che governa con potenza"[8]
- μένος (ménos, "forza"), quindi "molto forte"[2]

Nome di tradizione classica, è portato da Agamennone, personaggio citato nell'Iliade di Omero, re di Micene che guidò di greci nella Guerra di Troia e venne poi ucciso da sua moglie, Clitemnestra. Alla sua figura si ispirano numerose opere, fra le quali l'Agamennone di Eschilo e l'Agamennone di Vittorio Alfieri, e gli è anche dedicato l'asteroide 911 Agamemnon; la sua diffusione in Italia, comunque, è scarsissima.

## Onomastico
Il nome è adespota, non essendoci santi che lo abbiano portato. L'onomastico può essere festeggiato il 1º novembre per la festa di Ognissanti.

## Persone
- Agamennone Arcipreti, cavaliere italiano

### Variante Agamemnōn
- Agamemnōn Gkilīs, calciatore greco
- Agamemnōn Iōannou, vero nome di Memos Iōannou, cestista e allenatore di pallacanestro greco

## Il nome nelle arti
- Agamemnon Busmalis è un personaggio della serie televisiva Oz.